# ナイス (バンド)
ナイス（The Nice）は、1960年代後半に活動したイングランド出身のロック・バンド。キーボーディストのキース・エマーソンが在籍していた事で知られ、プログレッシブ・ロックの始祖のバンドの一つに挙げられる。
結成時はキーボーディスト、ギタリスト、ベーシスト、ドラマーからなるカルテットだったが、デビュー約1年後にキーボード・トリオに再編された。

## 略歴

### 結成
1967年5月、ローリング・ストーンズのマネージャーのアンドリュー・ルーグ・オールダムが所有するイミディエイト・レコードに所属していたシンガーのP・P・アーノルドのバック・バンドとして結成された。メンバーはアーノルドにバンドの結成を依頼されたエマーソン（キーボード、元ザ・ヴィップス）、エマーソンが以前在籍していたバンドの同僚だったリー・ジャクソン（ベース・ギター、元ゲイリー・ファー・アンド・ザ・T・ボーンズ）、デヴィッド・オリスト (ギター、元ジ・アタック）、イアン・ヘイグ (ドラムス、元クリス・ファーロウ&ザ・サンダーバーズ）の4人だった。アーノルドと彼等はパット・アーノルド・アンド・ザ・ナイスとして活動を開始した。
エマーソンはアーノルドにバック・バンドの結成を頼まれた時、自分達だけの出番も欲しいと彼女に言い、彼女が登場する前の2、30分間を好きに使っていいという快諾を得た。アーノルドのライブの最初の部分はナイス単独の演奏になり、彼女は徐々にリハーサルに現れなくなり、時には本番まで無断欠勤することすらあったという。ナイスは徐々に人気を集め、8月にバークシャーのウィンザーで開催された第7回ナショナル・ジャズ・アンド・ブルース・フェスティバルに単独で出演し、オールダムのマネージメントの下でマーキー・クラブに毎週出演するようになった。そして、薬物常用で失調をきたして演奏に難があったヘイグを解雇して、エマーソンやジャクソンの昔なじみだったブライアン・デヴィソン（ドラムス、元マーク・リーマン・ファイヴ）を迎えた。
アメリカ人のアーノルドは、イギリスの労働許可証の有効期限の終了が近づいたので、一旦帰国して子供達を連れてくることにした。彼女の帰国前に、彼等は彼女のデビュー・アルバム『ファースト・レディ・オブ・イミディエイト』の録音に参加した。そして1967年9月、オールダムをマネージャーに迎えてナイスとして独立した。

### デビューから解散まで
1967年11月、イミディエイト・レコードからデビュー・シングル『The Thoughts of Emerlist Davjack』、翌1968年1月にはデビュー・アルバム『ナイスの思想』を発表。ライブでエマーソンがハモンドオルガンに乗っかったりナイフを突き刺したりするアクションも話題を呼んだ。4月、オールダムに不満を抱いて、元ジャーナリストのトニー・ストラットン・スミスとマネージメントの契約を結んだ。7月にはミュージカル『ウエスト・サイド・ストーリー』の挿入歌をカバーした「アメリカ」が全米のシングル・チャートを29位まで上昇した。
新作アルバムの録音中、薬物依存症で遅刻や欠席を繰り返すオリストを解雇。元ボダストのスティーヴ・ハウを迎えようとしたが断られ、ギタリスト不在のトリオに再編。11月に2作目のアルバム『少年易老学難成』を発表して、1969年にはアメリカ公演を行い、4月のフィルモア・イーストでのライブ録音と新たなスタジオ録音を組み合わせて、9月に3作目のアルバム 『ジャズ+クラシック/ロック=ナイス』を発表。その後、スミスはイミディエイト・レコードの対応に強い不満を覚えて、ナイスを同年に自分が設立したカリスマ・レコードに移籍させた。
エマーソンとジャクソンはニューカッスル芸術祭から楽曲制作を依頼されて、当地に掛かる5つの橋に因んだ組曲を共作。ナイスは、ニューヨーク・シンフォニーの指揮者で、かねてからポップ/ロック・グループとの共演を望んでいたジョセフ・イーガーに連絡して、1969年10月にイーガーが指揮するシンフォニア・オブ・ロンドンとの共演で披露した。この頃からエマーソンとジャクソン、デヴィソンとの間の音楽上の意見の相違が表面化し始めた。
1969年11月からキング・クリムゾンと合同でアメリカ公演を行う。その際、エマーソンがキング・クリムゾンのグレッグ・レイクと意気投合し、新しいバンドの結成を構想し始める。契約を履行しなければならなかったので結成は水面下で進められたが、1970年初頭の英国音楽紙では「ナイスにグレッグ・レイクが加入」という記事が出回った。
1970年4月、ナイスは正式に解散した。カリスマ・レコードは、同年6月に前年のシンフォニア・オブ・ロンドンとの共演を収録した『ファイヴ・ブリッジズ』、1971年4月に移籍後の未発表の音源を収録した『エレジー』、1972年に移籍前のイミディエイト・レコード時代の楽曲の別ヴァージョンやアルバム未収録曲などを含んだ『オータム'67 – スプリング'68』を発売した。

### 解散後の動向

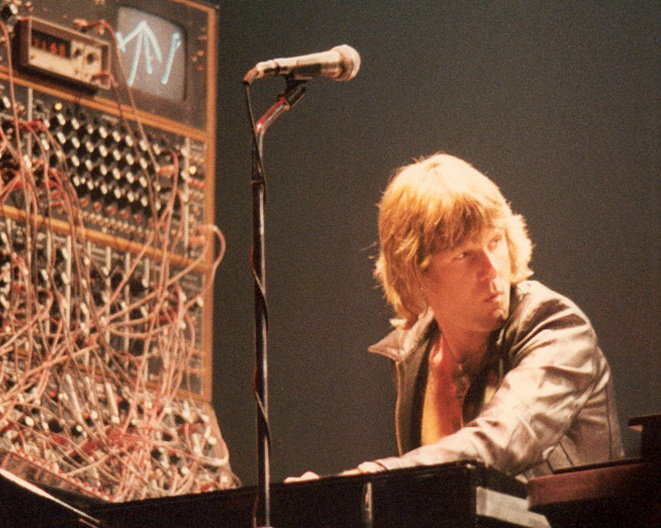
ELP時代のキース・エマーソン(Key)

エマーソンはかねての計画通りレイクと合流し、アトミック・ルースターのカール・パーマーを誘って「エマーソン・レイク・アンド・パーマー」（ELP）を結成した。ジャクソンは「ジャクソン・ハイツ」を結成してアルバムを4作発表し、デヴィソンは「エヴリ・ウィッチ・ウェイ」を結成してアルバムを1作発表したが、いずれも商業的な成功には至らなかった。
1973年夏、ジャクソンとデヴィソンは、キーボーディストのパトリック・モラーツと「第2のナイス」を企図した「レフュジー」を結成。1974年にアルバム『レフュジー』でデビューしたが、その直後、モラーツがリック・ウェイクマンの後任としてイエスに引き抜かれたので、活動停止を余儀なくされた。
2002年、エマーソン、ジャクソン、デヴィソンがキース・エマーソン&ザ・ナイスの名義で32年ぶりに国内ツアーを行ない、2003年、ライブCD『ヴィヴァシタス - ライヴ・アット・グラスゴー 2002』を発表した。
2008年4月15日、デヴィソンが病気で他界。享年65歳。
2009年、ヴァージン・レコードの傘下にあるカリスマ・レコードが、1969年12月19日と20日にフィルモア・イーストで録音された音源を『フィルモア・イースト 1969』として発表。
2016年3月10日、エマーソンが自殺で他界。享年71歳。

## エピソード
- 1967年に雇われたイアン・キルミスターというローディーが、エマーソンがナイフをオルガンの鍵盤に突き刺すのを見て、彼にヒトラーユーゲント・ナイフを提供した。キルミスターは後のレミー・キルミスターである[28]。
- 1968年7月7日、ロイヤル・アルバート・ホールで開かれたビアフラ救済チャリティーコンサートで、エマーソンは「アメリカ」の最後にオルガンを倒して星条旗をかぶせて火をつけた。その結果、ナイスは同ホールでの演奏を禁じられてしまった[29]。

## メンバー
- キース・エマーソン　Keith Emerson – キーボード、ボーカル（1967年5月–1970年4月、2002年）※2016年死去
- リー・ジャクソン　Keith "Lee" Jackson – ベース、ボーカル（1967年5月–1970年4月、2002年）
- ブライアン・デヴィソン　Brian "Blinky" Davison – ドラムス（1967年8月–1970年4月、2002年）※2008年死去
- デヴィッド・オリスト　David "Davy" O'List – ギター、ボーカル（1967年5月–1968年10月）
- イアン・ヘイグ　Ian Hague – ドラムス (1967年5月–1967年8月）

### 変遷
パット・アーノルド・アンド・ザ・ナイス (1967年5月 - 8月23日)
- P・P・アーノルド – ボーカル
- キース・エマーソン – キーボード
- デヴィッド・オリスト – ギター
- リー・ジャクソン – ベース
- イアン・ヘイグ – ドラムス

パット・アーノルド・アンド・ザ・ナイス (1967年8月28日)
- P・P・アーノルド – ボーカル
- キース・エマーソン – キーボード
- デヴィッド・オリスト – ギター
- リー・ジャクソン – ベース
- ブライアン・デヴィソン – ドラムス

第1期 (1967年9月 - 1968年9月)
- キース・エマーソン – キーボード、ボーカル
- デヴィッド・オリスト – ギター、トランペット、フルート、ボーカル
- リー・ジャクソン – ベース、ボーカル
- ブライアン・デヴィソン – ドラムス

※『ナイスの思想』録音。
第2期 (1968年10月 - 1970年4月)
- キース・エマーソン – キーボード、ボーカル[注釈 28]
- リー・ジャクソン – ベース、ボーカル
- ブライアン・デヴィソン – ドラムス、パーカッション

※『少年易老学難成』『ジャズ+クラシック/ロック=ナイス』録音。
キース・エマーソン&ザ・ナイス (2002年 - 2003年)
- キース・エマーソン – キーボード
- リー・ジャクソン – ベース、ボーカル
- ブライアン・デヴィソン – ドラムス
- デヴィッド・キルミンスター（David Kilminster） – ギター
- フィル・ウィリアムス（Phil Williams) – ベース
- ピート・ライリー（Pete Riley) – ドラムス

※『ヴィヴァシタス - ライヴ・アット・グラスゴー 2002』録音（2003年発表)。

## ディスコグラフィ

### スタジオ・アルバム
- ナイスの思想 – The Thoughts of Emerlist Davjack（1968年、Immediate）
- 少年易老学難成 – Ars Longa Vita Brevis（1968年、Immediate）
- ジャズ+クラシック/ロック=ナイス – Nice[注釈 12] （1969年、Immediate）※片面スタジオ、片面ライブ。

### ライブ・アルバム
- ファイヴ・ブリッジズ – Five Bridges（1970年、Charisma）
- エレジー – Elegy（1971年、Charisma）※2曲ライブ、2曲スタジオ録音。
- ヴィヴァシタス - ライヴ・アット・グラスゴー 2002 – Vivacitas（英語版）（2003年、Sanctuary）※キース・エマーソン&ザ・ナイス名義。
- フィルモア・イースト 1969 – Live at the Fillmore East December 1969（2009年、Virgin）

### ラジオ・セッション
- アメリカ – BBCセッションズ – America – The BBC Sessions[30]（1996年、Receiver）
- スウェーデン・ラジオ・セッションズ – The Swedish Radio Sessions[31]（2001年、Castle）
- BBCセッションズ – BBC Sessions[32]（2002年、Sanctuary）
- ダイヤモンド・ハード・ブルー・アップルズ・オブ・ザ・ムーン – Diamond Hard Blue Apples Of The Moon[33]（2010年、Micro Werks）

### コンピレーション・アルバム
- オータム'67 – スプリング'68 – Autumn '67 – Spring '68（1972年、Charisma）※Autumn to Spring[34]（1973年、Charisma）
- ナイセスト! – The Nicest Of The Nice[35]（1970年）
- キース・エマーソン・ウィズ・ザ・ナイス – Keith Emerson with The Nice[36]（1972年、Charisma）[注釈 30]
- ジ・イミディエイト・イヤーズ – The Immediate Years[37]（1995年、Charly）
- Nice Hits Nice Bits[38] (1999年)
- ヒア・カムズ・ザ・ナイス – Here Comes The Nice[39] (2000年、Sanctuary)

### シングル
- The Thoughts of Emerlist Davjack / Azrial (Angel of Death)[40]（1967年11月、Immediate IM 059）
- アメリカ – America / The Diamond Hard Blue Apples of the Moon[41]（1968年6月21日、Immediate IM 068）
- Brandenburger / Happy Freuds[42]（1968年11月8日、Immediate IM 072）
- 夢を追って – Hang on to a Dream / Diary of an Empty Day[43]（1969年、Immediate）
- カントリー・パイ – Country Pie / One of Those People[44]（1969年、Charisma CB.132）

### 客演
- The First Lady of Immediate（1968年）[注釈 7]
- Flat Baroque and Berserk（1970年）[注釈 31]